# Diferència d'edat en les relacions sexuals
La diferència d'edat en les relacions sexuals és una característica habitual en les relacions de parella, tant sentimentals com sexuals. L'acceptació social sobre la diferència d'edat i el concepte sobre el que es considera una diferència d'edat significativa ha variat amb el temps i varia segons les diferents cultures i els diferents sistemes jurídics i ètics. Sovint depèn de les diferents actituds cap a la percepció de les diferències socials i econòmiques entre els grups d'edat i, de vegades, de si la relació és part o no d'una unió espiritual o jurídica.

## Tipus de disparitat
Hi ha diferents tipus de relacions o de tendències sexuals que poden implicar una diferència significativa d'edat. Poden ser classificades amb diferents noms, segons l'edat de l'objecte sexual de desig:
- Efebofília: Atracció sexual vers els adolescents; anomenada també hebefília.
- Gerontofília: Atracció sexual vers les persones ancianes o d'edat madura.
- Pedofília:[4][5] Atracció sexual vers els infants prepubescents o a l'inici de la pubertat.
- Infantofília: Atracció sexual vers els nens petits.

Dues o més d'aquestes tendències poden coexistir en una mateixa persona.